# Aleksandra Olczyk
Aleksandra Olczyk (ur. w Piotrkowie Trybunalskim) – polska śpiewaczka operowa (sopran).
Absolwentka Akademii Muzycznej w Bydgoszczy (klasa śpiewu Magdaleny Krzyńskiej). Laureatka Koryfeusza Muzyki Polskiej 2020 w kategorii odkrycie roku za "szczególną jakość kreacji wokalnej i dynamikę rozwoju drogi artystycznej". W 2022 zadebiutowała w Metropolitan Opera w Nowym Jorku partią Królowej Nocy w Czarodziejskim flecie Mozarta. Wcześniej tę partię śpiewała m.in. w Deutsche Oper Berlin, Operze Nova w Bydgoszczy, Polskiej Operze Królewskiej, Royal Opera House, Sempeoper Berlin, Komische Oper Berlin, Teatro Real, Teatrze Wielkim - Operze Narodowej w Warszawie, Volksoper Berlin. 

## Wybrane partie operowe
- Gilda (Rigoletto, Verdi)
- Królowa Nocy (Czarodziejski flet, Mozart)
- Wioletta (Traviata, Verdi)

## Wybrane nagrody
- 2012: II Ogólnopolski Konkurs Operetkowy w Krakowie - III nagroda[5]
- 2014: IX Ogólnopolski Konkurs Wokalny Złote Głosy w Warszawie - I miejsce i Nagroda specjalna[5]
- 2015: IV Konkurs Wokalny im. Reszków w Częstochowie - wyróżnienie[5]
- 2015: VII Międzynarodowy Konkurs Wokalny im. Haliny Halskiej-Fijałkowskiej we Wrocławiu - Grand Prix[5]
- 2015: III Międzynarodowy Konkurs Wokalny im. Jana Kiepury w Krynicy-Zdroju - I nagroda[6]
- Koryfeusz Muzyki Polskiej 2020[2]